# نوک‌نهنگ گری
نوک‌نهنگ گْرِی، که با نام‌های نوک‌نهنگ هاست و نوک‌نهنگ جنوبی نیز شناخته می‌شود، یکی از نهنگهای به نسبت شناخته‌شده‌تر سرده میان‌دندان‌ها است. نام این گونه از نام جان ادوارد گری، دانشمند جانورشناس در موزه بریتانیا، گرفته شده‌است؛ کسی که این جانور را از روی سه جمجمه این گونه که به دستش رسیده بود، شناسایی کرد. این نهنگ تنها عضو نهنگان منقاردار است که دندان‌های پرشمار دارد. نهنگ غازمنقار نیز دارای دندان‌های بسیار است اما عضو سرده میان‌دندان‌ها نیست.

## توصیف ظاهری

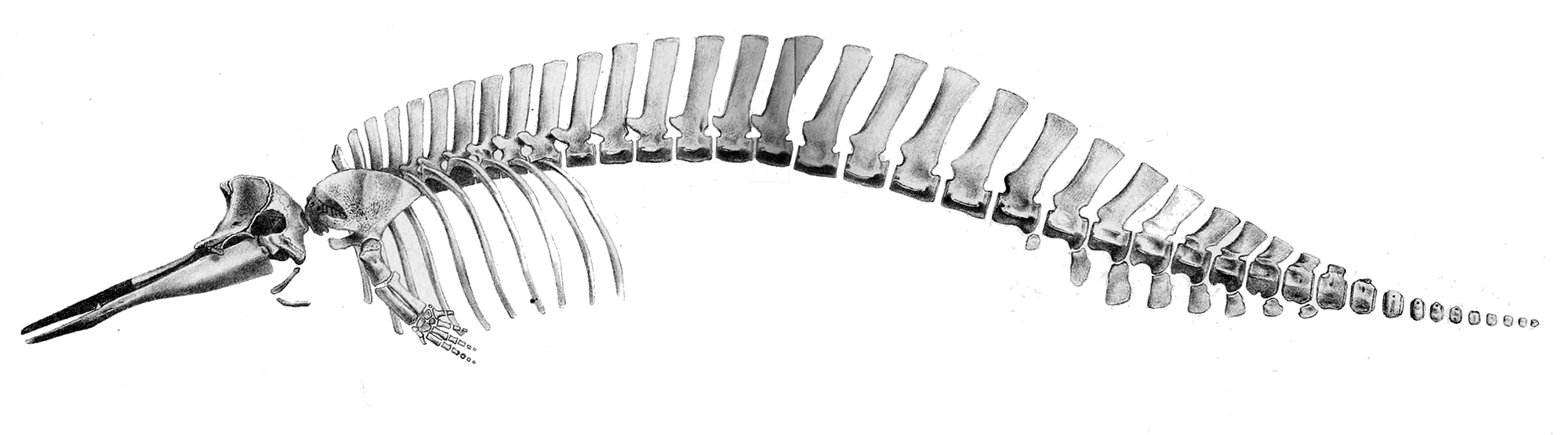
اسکلت نوک‌نهنگ گری

نوک‌نهنگ گری عضوی به نسبت لاغر از سرده خود است. نوک تیز و دراز است و خط دهانی صاف به نظر می‌آید. در هر فک ۱۷ تا ۲۲ ردیف دندان وجود دارند. نرها دارای دو دندان مثلث‌شکل در میانه فک خود هستند.
رنگ‌میزی بدن این نهنگ به صورت ناریک بر بخش بالایی و روشن‌تر در بخش‌های زیرین است. هر دو جنس نر و ماده دارای نوک سفیدرنگ هستند. رنگ بدن ماده‌ها در بخش‌های بالایی بدن روشن‌تر از نرها است و الگوهای سفیدرنگ در کنار عضو تناسلی خود دارند. مردها اغلب خطوط زخم‌مانند صافی بر بدن خود دارند که به احتمالی نتیجه درگیری میان‌گروهی است. هر دو جنس نر و ماده همچنین زخم‌هایی بر بدن خود دارند که نتیجه حمله کوسه‌ها بوده‌است.
طول بدن ماده‌های بالغ حداقل به ۵٫۳ متر می‌رسد. نرها دارای میانگین طولی برابر ۵٫۷ متر و وزنی برابر ۱٬۱۰۰ کیلوگرم هستند. این نهنگ‌ها در هنگام تولد طولی برابر ۲٫۴ متر دارند.

## گستره و جمعیت
این گونه به صورت مشخص در نیمکره جنوبی میان عرض‌های جغرافیایی °۳۰ تا °۴۵ جنوبی زندگی می‌کند. به ساحل افتادن‌های بسیاری از این نهنگ در کرانه‌های زلاندنو گزارش شده‌است. همچنین گزارش‌هایی از این اتفاق در استرالیا، آفریقای جنوبی، آمریکای جنوبی، جزایر فالکلند منتشر شده‌است. گروه‌هایی از نوک‌نهنگ گری در کرانه‌های ماداگاسکار و آب‌های جنوبگان نیز دیده شده‌اند. در یک استثنا، یک نمونه از این نهنگ در کرانه‌های هلند در نیم‌کره شمالی و هزاران کیلومتر دور از زیستگاه اصلیش به ساحل افتاد. تخمینی از جمعیت جهانی نوک‌نهنگ گری در دست نیست اما گمان بر این می‌رود که آن‌ها گونه‌هایی با جمعیت معمولی باشند.